# Epitalamo
L'epitalamo è una formazione del sistema nervoso centrale costituito principalmente da: stria midollare, trigono dell'abenula, epifisi, commessura posteriore. Corrisponde alla parte posteriore della volta del terzo ventricolo. Ha una funzione strettamente olfattiva.
Ha un ruolo anche nella produzione di liquido cerebrospinale, assunzione di acqua e cibo e nel controllo dei comportamenti ritmici e stagionali.

## Collocazione
L'epitalamo è, come dice il nome stesso (il prefisso greco 'επί significa appunto sopra), posto supero-posteriormente al talamo. Come quest'ultimo, è una formazione diencefalica.

## Struttura
Funzionalmente l'epitalamo viene suddiviso in tre gruppi:
1) Stria Midollare con Trigono dell'Abenula ;
2) Epifisi e Abenule;
3) Commessura posteriore

### Stria Midollare con Trigono dell'Abenula
- Stria midollare: costituita da fibre nervose della via olfattiva che provengono dai nuclei del setto, è un fascio di sostanza bianca che corre sul margine superiore del Talamo. Contiene fibre nervose della Via olfattiva.
- Trigono dell'abenula: è un triangolo tra talamo e lamina quadrigemina, accoglie il nucleo dell'abenula, da qui nasce il fascio abenulo interpeduncolare che va al nucleo interpeduncolare, il quale dà fibre per la formazione reticolare del mesencefalo. Dal nucleo dell'abenula nascono, inoltre, fibre abenulo tegmentali per la formazione reticolare del mesencefalo dal quale partono fibre per il fascio longitudinale dorsale (dello Schütz).

### Epifisi e Abenule
- Epifisi (o ghiandola pineale): situata sotto lo splenio del corpo calloso con la base rivolta verso il terzo ventricolo, ha la commessura abenulare. Formato dalle cellule della nevroglia, dopo il ventesimo anno di vita si formano concrezioni calcaree che costituiscono la sabbia cerebrale.

Produce melatonina che viene rilasciata nel sangue (produzione regolata dalla durata del periodo di luce del giorno), perciò ha un ruolo nel controllo del ciclo sonno/veglia.
- Abenule: sono piccoli fascetti che costeggiano il trigono dell'abenule. Traggono origine dall'estremità della Commessura Abenulare, incavo presso l'epifisi.

### Commessura posteriore
- Commessura posteriore: è un cordone bianco posto sotto l'epifisi, da cui nascono fibre che si portano nel fascio longitudinale mediale. Contiene infatti fibre del Nucleo della Commessura posteriore e fibre intertalamiche, colleganti parti posteriori del talamo.